# Elmerriggsia fieldia
Elmerriggsia fieldia è un mammifero notoungulato estinto, appartenente ai leontiniidi. Visse nell'Oligocene superiore (circa 28 - 25 milioni di anni fa) e i suoi resti fossili sono stati ritrovati in Sudamerica.

## Descrizione
Questo animale, come tutti i leontiniidi, doveva possedere un corpo abbastanza robusto e zampe forti. 
Al contrario della maggior parte dei leontiniidi, però, Elmerriggsia doveva essere di taglia inferiore al metro e mezzo di lunghezza. Come gli altri leontiniidi, Elmerriggsia era dotato di un cranio a forma di V se visto dall'alto, di incisivi superiori a forma di canini (come anche il terzo incisivo inferiore) e da una dentatura di tipo mesodonte.
Il cranio di Elmerriggsia era caratterizzato dalla presenza di premolari dotati di un protocono scanalato, privo di cingolo linguale intermedio, e di cingulidi labiali ben sviluppati sui molari inferiori. Queste caratteristiche dentarie distinguevano Elmerriggsia da qualunque altro leontiniide noto. 

## Classificazione
Elmerriggsia fieldia venne descritto per la prima volta nel 2012, sulla base di resti fossili ritrovati nella zona di Pico Truncado in Argentina (provincia di Santa Cruz) in terreni del Deseadano (Oligocene superiore). I fossili erano stati scoperti oltre 75 anni prima ed erano informalmente noti come Leontinia sp., grazie alla spedizione capitanata da Elmer S. Riggs del Field Museum nel 1924. Vari fossili ascrivibili a questo animale sono noti non solo a Pico Truncado, ma anche in altre zone dell'Argentina. 
Elmerriggsia sembra essere un leontiniide piuttosto arcaico, nonostante l'età tardo-oligocenica: secondo un'analisi cladistica effettuata nello studio del 2012, Elmerriggsia risulterebbe essere parte di un clade basale di leontiniidi comprendente anche Martinmiguelia e Coquenia dell'Eocene.